# Мур, Томм
Томм Мур (англ. Tomm Moore; 7 января 1977 года, Ньюри, графство Даун, Северная Ирландия) — ирландский иллюстратор, автор комиксов и режиссёр мультфильмов. Соучредитель анимационной студии Cartoon Saloon в Килкенни.
Известен полнометражными мультфильмами «Тайна Келлс» (2009), «Песнь моря» (2014) и «Легенда о волках» (2020), которые были номинированы на премию «Оскар» в номинации Лучший анимационный фильм.

## Биография
Томм Мур родился 7 января 1977 года в Ньюри (графство Даун, Северная Ирландия) в многодетной семье из четырёх детей (он был старшим ребёнком). В раннем возрасте он переехал со своими родителями в Килкенни в Ирландии, где его отец работал инженером. Заинтересовался мультипликацией в возрасте одиннадцати-двенадцати лет. В детстве находился под большим влиянием творчества Дона Блута и Хаяо Миядзаки. В четырнадцать лет вместе со своим другом Стюартом Россом, ставшим впоследствии одним из руководителей Cartoon Saloon, посетил студию Дона Блута и познакомился с самим режиссёром. В подростковом возрасте он занимался в Young Irish Film Makers — студии, где подростки в возрасте с 3 до 20 лет могут освоить цифровую мультипликацию и даже снять свои первые фильмы. После окончания престижного римско-католического St Kieran's College в Килкенни, изучал классическую анимацию в Ballyfermot College of Further Education в Дублине.
В последний год обучения в Ballyfermot College в 1998 году Мур стал соучредителем анимационной студии Cartoon Saloon (совместно с Полом Янгом и Норой Твоми). Первым проектом студии стал телесериал «Скунс-фу!» (2007—2008). Сериал стал значительным событием в Ирландии и получил награду Irish Film & Television Academy в 2008 году в номинации Лучший анимационный фильм (он также был номинирован в категории Лучший фильм для юношества). Однако участие самого Томма Мура в этом проекте было незначительным и широкой известности он ему не принёсло. Тогда же, в 1998 году, Мур стал художником-постановщиком игрового телевизионного фильма «Под ветвями боярышника» по роману Мариты Конлон-Маккенна. Мрачная и жестокая история путешествия трёх подростков в 1845 году к своим дальним родственникам через всю Ирландию, охваченную Великим голодом, получила адекватное выражение в работе Томма Мура.
Томм Мур работал художником на короткометражном мультфильме Норы Твоми «Cúilín Dualach» (2004 год, победитель Irish Film and Television Awards 2005 в номинации Лучшая анимация), участвовал в качестве актёра в телесериале «Последний звонок с Карсоном Дэйли» (с 2002 года), аниматором на съёмках полнометражного мультфильма «Три Волхва» (2003 год, этот мультфильм стал заметным событием, режиссёр Антонио Наварро) и короткометражного мультфильма «Old Fangs» (2009 год).

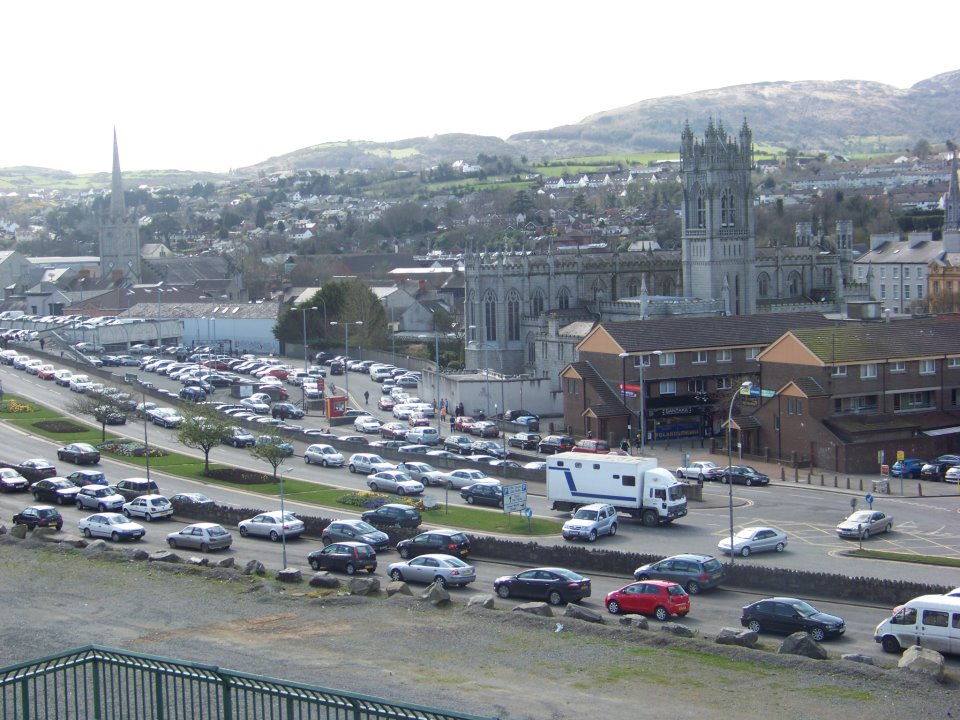
Центральная часть города Ньюри.
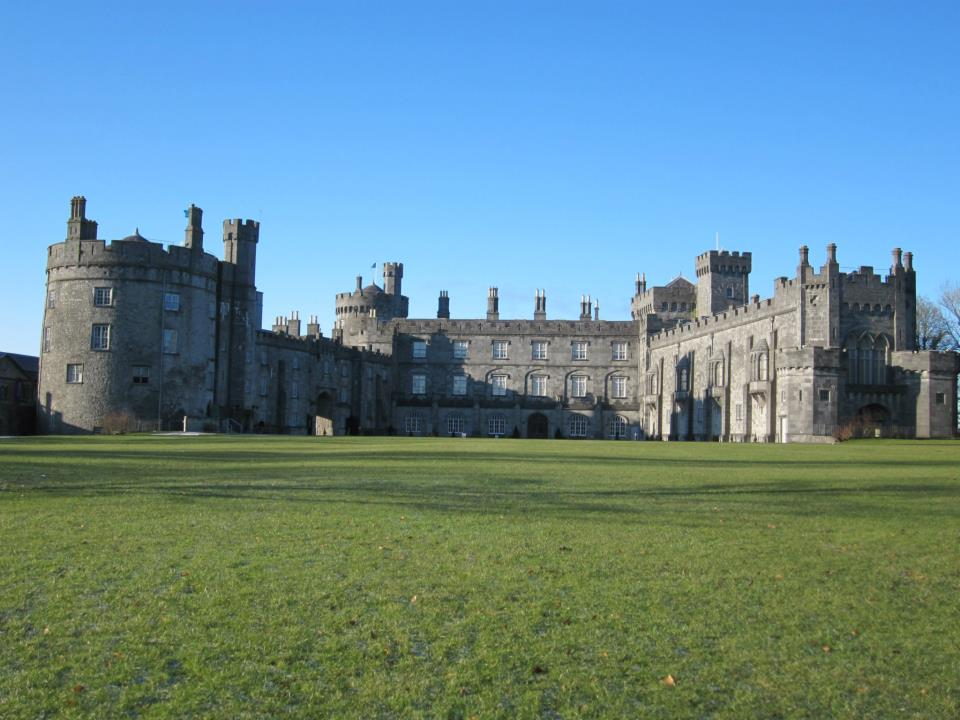
Историческая часть Килкенни. Крепость XIII века.
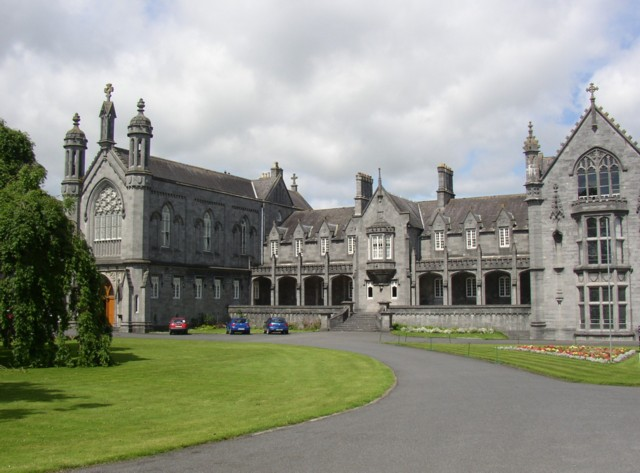
St Kieran's College.

## Творчество в качестве режиссёра
В основе большинства мультипликационных проектов режиссёра лежит средневековый ирландский фольклор.
Первый анимационный фильм Мура в качестве режиссёра (в соавторстве с Норой Твоми) — «Тайна Келлс» (2009). В основе фильма лежит легенда о Келлской книге — богато иллюстрированной рукописной книге, созданной ирландскими монахами примерно в 800 году. Книга хранилась в Келлском аббатстве. Этот монастырь был основан в местечке Келс (графство Мит, Ирландия) в середине VI века св. Колумом Килле. Авторами сценария выступили Фабрис Циолковски, сам Мур и Айдан Харт. Это совместное производство студий Cartoon Saloon, Les Armateurs, Vivi Film и France 2. Звуковая дорожка написана Брюно Куле, использована также музыка ирландской группы Kíla. Премьера фильма состоялась 30 января 2009 года на фестивале в Жерармере. Затем показ фильма состоялся 8 февраля 2009 года на Берлинском международном кинофестивале. Фильм вышел в широкий прокат в Бельгии, Франции, Ирландии. Он был номинирован на премию «Оскар» в номинации Лучший анимационный фильм. В 2009 году фильм был также показан на кинофестивалях в Буэнос-Айресе, Стамбуле, Эдинбурге, Мельбурне, Копенгагене, Варшаве. В 2010 году выпускался в ограниченный прокат в США и Великобритании. В начале 2011 года вышел в ограниченный прокат в России.
В 2014 году Мур завершил свой второй полнометражный фильм под названием «Песнь моря» (музыку для него снова написал Брюно Куле). Как и в «Тайне Келлс», сюжет его основан на ирландском фольклоре (в частности, на основе легенд о шелки). Герои мультфильма — мифические существа, морской народ, люди-тюлени. Фильм был также номинирован на премию Американской киноакадемии за лучший анимационный фильм. Кроме того, в том же 2014 году Мур стал режиссёром небольшого эпизода в коллективном фильме «Пророк» (среди участников проекта был и Билл Плимптон). Фильм является вольной интерпретацией книги «Пророк» (1923 год, книга переведена более, чем на 100 языков; считается, что она соединяет традицию западной философии Нового времени со средневековой суфийской символикой) ливанского и американского философа, художника, поэта и писателя Джебрана Халиля Джебрана. Рецензент отмечал, что эпизод Мура «сочетает традиционные исламские узоры с элементами творчества Густава Климта». Оба фильма 2014 года были представлены на Международном кинофестивале в Торонто и Каннском международном кинофестивале.
В ноябре 2015 года Томм Мур анонсировал новый анимационный фильм под названием «Легенда о волках». В 2020 году мультфильм вышел в прокат.

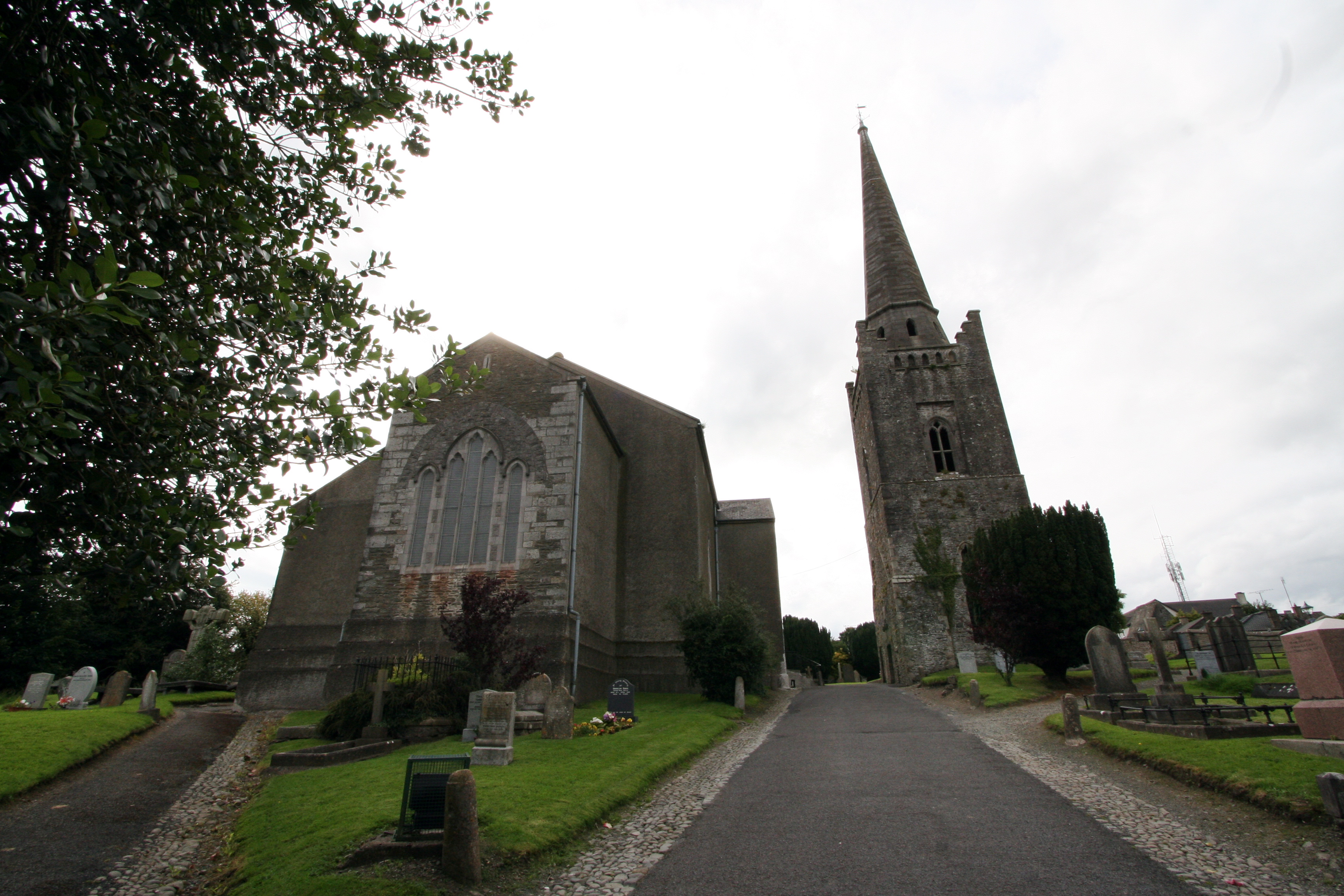
Келлское аббатство.
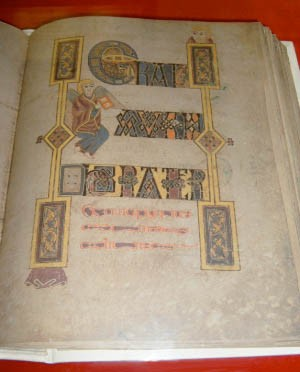
Фолио (лист) 183r с факсимиле 1990 года из Келлской книги, содержащий надпись «Erat autem hora tercia» («был час третий»).
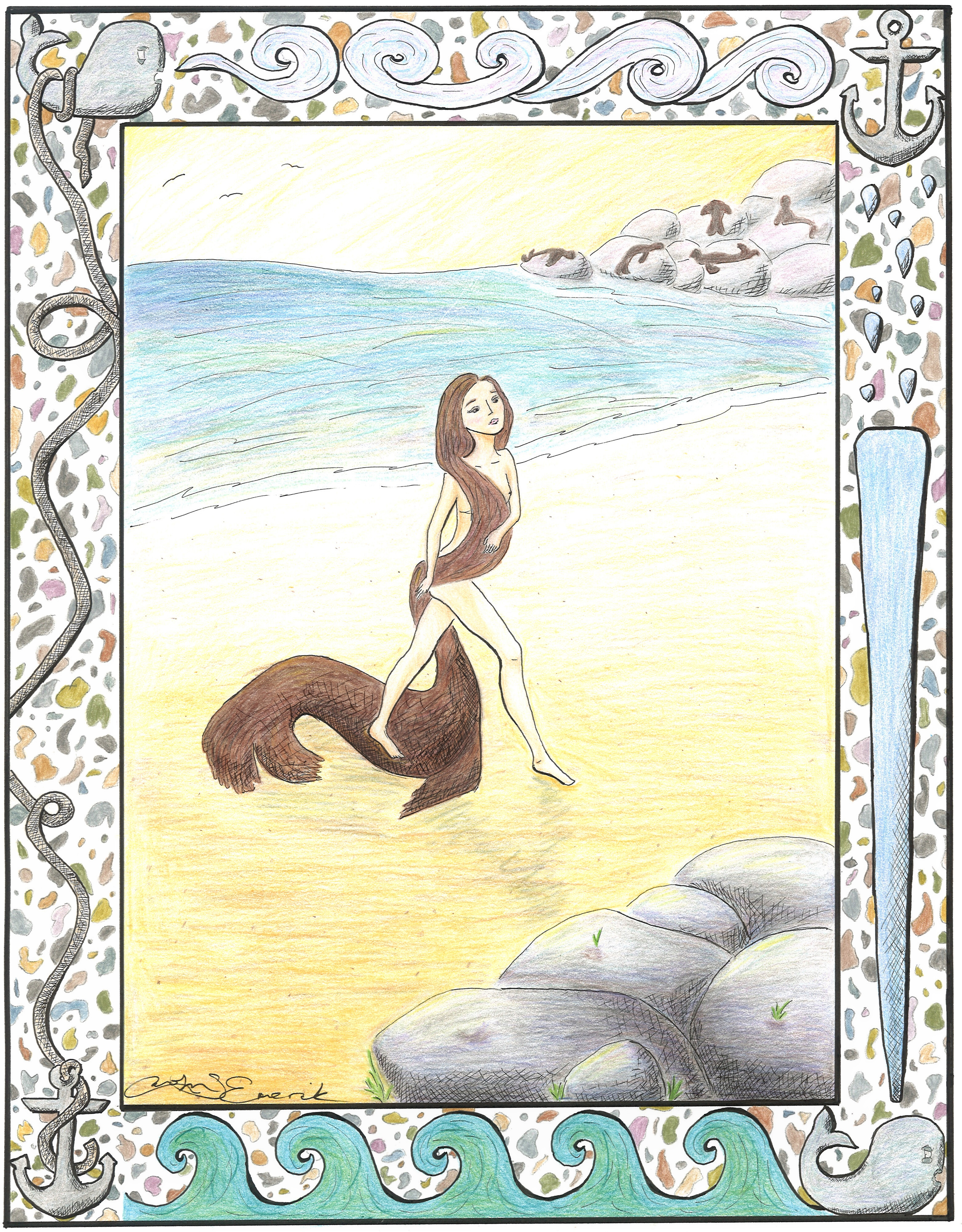
Иллюстрация Каролин Эмерик к книге о шелках.

## Фильмография
| Год  | Название фильма                                                       | Режиссёр                        | Продюсер | Автор сценария | Награды |  |
| ---- | --------------------------------------------------------------------- | ------------------------------- | -------- | -------------- | --- |  |
| 2009 | Тайна Келлс (Франция, Бельгия, Ирландия)                              | Да, в соавторстве с Норой Твоми | Да       | Да             | Номинация — «Оскар» 2010, Лучший анимационный фильм. Победитель — Annecy International Animated Film Festival 2009 (Приз зрительских симпатий). Победитель — Boulder International Film Festival 2010 (Лучший анимационный фильм). Победитель — Directors Finders Series, Ireland 2008 (Directors Finders Award). Победитель — Dublin International Film Festival 2009 (Лучший ирландский фильм). Победитель — Edinburgh International Film Festival 2009 (Приз зрительских симпатий). Победитель — Irish Film and Television Awards 2010 (Лучший анимационный фильм). Победитель — Zagreb World Festival of Animated Films 2009 (Special Recognition). Ещё 6 номинаций на различных кинофестивалях. |  |
| 2014 | Песнь моря (Ирландия, Дания, Бельгия, Люксембург, Франция)            | Да                              | Да       | Да             | Номинация — «Оскар» 2015, Лучший анимационный фильм. Номинация — «Сезар» 2015, Лучший анимационный фильм. Победитель — Film Club’s The Lost Weekend 2015 (Best Story). Призёр — International Online Cinema Awards (INOCA) 2015 (III место в конкурсе на лучшую анимацию). Satellite Awards 2014 (Best Motion Picture, Animated or Mixed Media). Tokyo Anime Award 2015 (Лучшая анимация года и Tokyo Metropolitan Governor Prize). Другие номинации на различных кинофестивалях. |  |
| 2014 | Пророк (США, Канада, Ливан, Катар), эпизод                            | Да                              |          |                | |  |
| 2017 | Добытчица (Ирландия, Канада, Люксембург)                              |                                 | Да       |                | Номинация — «Оскар» 2018, Лучший анимационный фильм. |  |
| 2020 | Легенда о волках (Ирландия, Люксембург, Франция, США, Великобритания) | Да, совместно с Россом Стюартом | Да       | Да             | Номинация — «Оскар» 2021, Лучший анимационный фильм. |  |

## Автор комиксов
Томм Мур является создателем двух комиксов «An Sclábhaí» (2001) и «An Teachtaire» (2003), основанных на легендах о Святом Патрике. Сюжеты обоих комиксов принадлежат Colmán Ó Raghallaigh. Они были опубликованы в Ирландии издательством Cló Mhaigh Eo. Мур также создал двухтомный графический роман «Тайна Келлс», основанный на его же мультфильме. В нём рассказывается предыстория (не вошедшая в фильм), а также сам сюжет мультфильма. Графический роман получил положительные отклики в прессе. Отмечалась умелая стилизация под средневековые ирландские миниатюры и тонкий юмор в подходе к сюжету.